# Fatih Akın
Fatih Akın (Hamburgo, 25 de agosto de 1973) es un cineasta alemán de ascendencia turca. Recibió el Oso de Oro como mejor director y mejor film por su película Contra la pared en el Festival Internacional de Cine de Berlín en 2004, así como el premio de mejor película en la 17.ª edición de los Premios Europeos de Cine del mismo año. Contra la pared es la historia de una joven ávida de vida que se emancipa de su conservadora familia turca, contrayendo un matrimonio de conveniencia. Está influida por el origen turco de Akın.
Por la película Al otro lado (2007), para la que fue asesorado por el escritor mexicano Guillermo Arriaga, recibió el primer premio LUX del Parlamento Europeo. Por Soul Kitchen, una comedia filmada en su ciudad natal Hamburgo, ganó el León de Plata - Gran Premio del Jurado en el Festival Internacional de Cine de Venecia de 2009.
Es el dueño de la productora de películas Corazón Internacional.

## Vida privada
Akın vive en Hamburgo-Ottensen y está casado con la actriz germanomexicana Monique Obermüller. Tienen un hijo, llamado Santiago, nacido en 2005. Obermüller actúa y colabora en la realización de varias películas de Akin. 
El hermano mayor de Fatih, Cem Akın, trabaja en el consulado de Turquía y actúa y es asistente de dirección en algunas de sus películas.
Fatih es hiperactivo y trabaja en varios proyectos a la vez: en su tiempo libre es DJ-Superdjango. Habla un poco de español.

## Filmografía
- Sensin - Du bist es! (1995, cortometraje)
- Getürkt (1996, cortometraje)
- Corto y con filo 1998)
- En julio (2000)
- Denk ich an Deutschland - Wir haben vergessen zurückzukehren (2001, documental)
- Solino (2002)
- Contra la pared (2004).
- Visions of Europe Fragmento Die bösen alten Lieder (2004, cortometrajes)
- Crossing the Bridge: The sound of Istanbul (2005)
- Al otro lado (2007)
- Soul Kitchen (2009)
- New York, I Love You (2010)
- Garbage in the Garden of Eden (2012, documental)
- El Padre (2014)
- Goodbye Berlín (Tschick en la versión alemana) (2016)
- Aus dem Nichts (In the fade) - Nombre en algunos países de latinoamerica: En la penumbra (2017)
- The Golden Glove (Der Goldene Handschuh en la versión alemana y El monstruo de St. Pauli en España) (2019)
- Rheingold (2022)

## Premios y distinciones
Festival Internacional de Cine de Cannes
| Año  | Categoría                   | Película     | Resultado |
| ---- | --------------------------- | ------------ | --------- |
| 2007 | Mejor director              | Al otro lado | Ganador   |
| 2007 | Premio del Jurado Ecuménico | Al otro lado | Ganador   |

Festival Internacional de Cine de Venecia
| Año  | Categoría                       | Película     | Resultado |
| ---- | ------------------------------- | ------------ | --------- |
| 2009 | Premio especial del Jurado      | Soul Kitchen | Ganador   |
| 2009 | Premio Arca Cinemagiovani       | Soul Kitchen | Ganador   |
| 2014 | Jurado joven - Mención especial | The Cut      | Ganador   |